# Antón Arias Curto
Antón Arias Curto (Monforte de Lemos, 1944) és un activista polític independentista gallec. Treballà com a mecànic industrial i durant el franquisme fou un dels fundadors del Partit Comunista de Galícia a París el 1969, i fou condemnat pel Tribunal d'Ordre Públic el 1970. La mort de Moncho Reboiras i la de dos treballadors a Ferrol el 1972 el va aproximar a l'independentisme gallec.
A les eleccions municipals espanyoles de 1979 fou escollit regidor a Monforte de Lemos per Unidade Galega. El setembre de 1980 fou detingut per la seva vinculació a Loita Armada Revolucionaria (LAR), i se l'acusà de rebre armes a través de l'etarra Txomin Iturbe, qui les hi va lliurar a Vitòria.
El 1983 fou amnistiat pel govern del Partit Socialista Obrer Espanyol (PSOE), però el 1986 participà en la fundació de l'Exército Guerrilheiro do Povo Galego Ceive (EGPGC). Fou novament detingut el 5 de maig de 1988 Condemnat a 10 anys de presó, el setembre de 1995 fou alliberat e ncomplir les dues terceres parts de la condemna.